# Peotyle
Peotyle là một chi bướm đêm thuộc họ Choreutidae.

## Các loài
- Peotyle almodesma (Meyrick, 1933)
- Peotyle batangensis (Caradja, 1940)